# Къща на Йовка и Дончо Палавееви
Къщата на Йовка и Дончо Палавееви се намира на ул. „Кракра“ 7 в София. Построена е през 1921 г. за нуждите на Дончо и Йовка Палавееви и техните пет деца – Семко, Лука, Тодор, Нестор и Добри. Днес в нея се помещава Британския съвет.
Къщата е 4-етажна и е построена от бял врачански камък в стил ар деко. Има представителен главен вход, тераса, зимна градина, просторно стълбище, ламперия от акажу. Остава незасегната от бомбардировките на София през Втората световна война. През 1948 г. къщата е национализирана и в нея, за период от 10 години, се настаняват командири от Червената армия. След това се използва за детска градина. На 21 май 1976 г. е обявена за архитектурно-строителен паметник на културата с местно значение. По-късно в нея се помещава Британският съвет.
Къщата на Палавееви е използвана за модел на софийската къща на Борис Морев в романа „Тютюн“ на Димитър Димов.